# Eclissi solare del 19 marzo 2007
L'eclissi solare del 19 marzo 2007 è un evento astronomico che ha avuto luogo il suddetto giorno attorno alle ore 2:32 UTC.